# Uruaçu (kommun)
Uruaçu är en kommun i Brasilien.   Den ligger i delstaten Goiás, i den centrala delen av landet, 190 km nordväst om huvudstaden Brasília. Antalet invånare är 36 949.
Följande samhällen finns i Uruaçu:
- Uruaçu

Omgivningarna runt Uruaçu är huvudsakligen savann. Runt Uruaçu är det ganska glesbefolkat, med 22 invånare per kvadratkilometer.